# NGC 5571
NGC 5571 é um asterismo na direção da constelação de Boötes. O objeto foi descoberto pelo astrônomo Guillaume Bigourdan em 1886, usando um telescópio refrator com abertura de 12 polegadas. 